# Andrew Baddeley
Andrew Baddeley (ur. 20 czerwca 1982) – angielski lekkoatleta, średniodystansowiec.
Studiował w Gonville and Caius College na Uniwersytecie Cambridge, gdzie uzyskał tytuł inżyniera .

## Osiągnięcia
- brąz Uniwersjady (bieg na 1500 metrów Izmir 2005)
- 6. miejsce na Mistrzostwach Europy (bieg na 1500 metrów Göteborg 2006)
- 8. miejsce podczas igrzysk olimpijskich (bieg na 1500 metrów Pekin 2008), po dyskwalifikacji za doping pierwszego na mecie Rashida Ramziego
- 4. miejsce w biegu na 3000 metrów podczas halowych mistrzostw Europy (Paryż 2011)
- drużynowe wicemistrzostwo Europy w biegach przełajowych (Velenje 2011)

## Rekordy życiowe
- bieg na 1500 metrów – 3:34,36 (2008)
- bieg na milę – 3:49,38 (2008)
- bieg na 3000 metrów – 7:39,86 (2012)
- bieg na 5000 metrów – 13:20,85 (2010)
- bieg na 1500 metrów (hala) – 3:37,16 (2012)
- bieg na 3000 metrów (hala) – 7:45,10 (2008)
- bieg na 5000 metrów (hala) – 13:22,44 (2012)